# Stenostephanus
Stenostephanus är ett släkte av akantusväxter. Stenostephanus ingår i familjen akantusväxter.

## Dottertaxa tillStenostephanus, i alfabetisk ordning[1]
- Stenostephanus aglaus
- Stenostephanus alushii
- Stenostephanus ampelinus
- Stenostephanus anderssonii
- Stenostephanus asplundii
- Stenostephanus atropurpureus
- Stenostephanus azureus
- Stenostephanus breedlovei
- Stenostephanus callianthus
- Stenostephanus caucensis
- Stenostephanus charien
- Stenostephanus charitopes
- Stenostephanus chiapensis
- Stenostephanus clarkii
- Stenostephanus cleefii
- Stenostephanus cochabambensis
- Stenostephanus congestus
- Stenostephanus corei
- Stenostephanus crenulatus
- Stenostephanus cuatrecasasii
- Stenostephanus cyaneus
- Stenostephanus davidsonii
- Stenostephanus diversicolor
- Stenostephanus enarthrocoma
- Stenostephanus erythranthus
- Stenostephanus floriferus
- Stenostephanus glaber
- Stenostephanus gracilis
- Stenostephanus guerrerensis
- Stenostephanus haematodes
- Stenostephanus harleyi
- Stenostephanus heliophilus
- Stenostephanus hispidulus
- Stenostephanus hondurensis
- Stenostephanus iyman-smithii
- Stenostephanus jamesonii
- Stenostephanus killipii
- Stenostephanus kirkbridei
- Stenostephanus krukoffii
- Stenostephanus lamprus
- Stenostephanus lasiostachyus
- Stenostephanus latifolius
- Stenostephanus latilabris
- Stenostephanus laxus
- Stenostephanus leonardianus
- Stenostephanus lobeliiformis
- Stenostephanus longistaminus
- Stenostephanus lugonis
- Stenostephanus luteynii
- Stenostephanus macrochilus
- Stenostephanus macrolobus
- Stenostephanus madrensis
- Stenostephanus magdalenensis
- Stenostephanus malacus
- Stenostephanus maximus
- Stenostephanus microcalyx
- Stenostephanus monolophus
- Stenostephanus oaxacanus
- Stenostephanus pennellii
- Stenostephanus pilosus
- Stenostephanus puniceus
- Stenostephanus purpusii
- Stenostephanus putumayensis
- Stenostephanus pycnostachys
- Stenostephanus pyramidalis
- Stenostephanus racemosus
- Stenostephanus reflexiflorus
- Stenostephanus ruberrimus
- Stenostephanus sanctae-martae
- Stenostephanus sanguineus
- Stenostephanus scolnikae
- Stenostephanus sessilifolius
- Stenostephanus silvaticus
- Stenostephanus smithii
- Stenostephanus spicatus
- Stenostephanus sprucei
- Stenostephanus syscius
- Stenostephanus tacanensis
- Stenostephanus tachirensis
- Stenostephanus tenellus
- Stenostephanus tilaranensis
- Stenostephanus trichotus
- Stenostephanus wallnoeferi
- Stenostephanus xantholeucus
- Stenostephanus xanthothrix
- Stenostephanus zuliensis